# Jan Hause

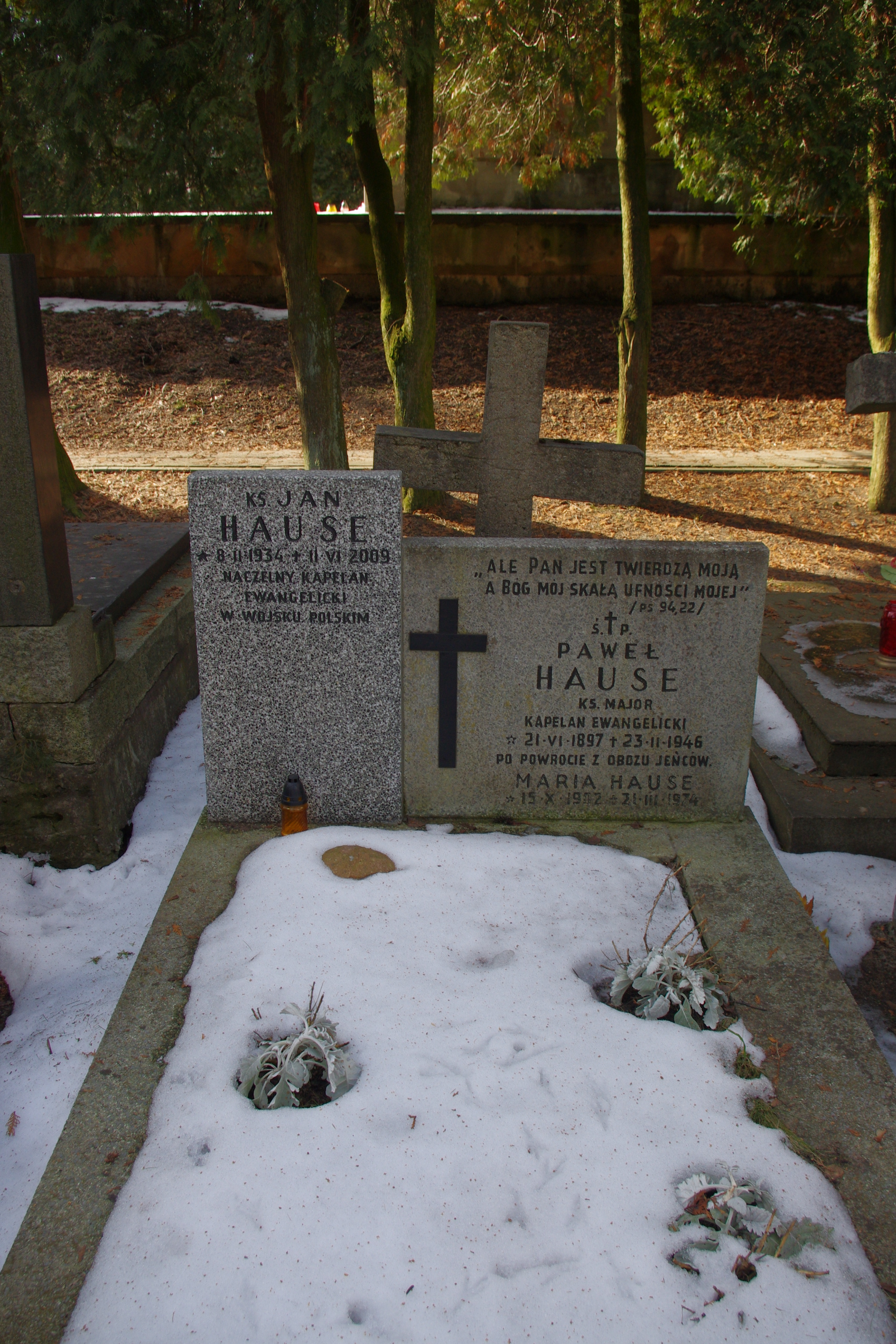
Grób ks. Jana Hause (1934-2009) - naczelnego kapelana ewangelickiego WP i ks. majora Pawła Hause (1897-1946) - kapelana ewangelickiego WP, na Wojskowych Powązkach w Warszawie

Jan Hause (ur. 8 lutego 1934 w Krakowie, zm. 11 czerwca 2009) – polski ksiądz ewangelicki, pierwszy po 1989 Naczelny Kapelan Ewangelickiego Duszpasterstwa Wojskowego. Był przewodniczącym warszawskiego oddziału Polskiej Rady Ekumenicznej. Ojciec ks. Pawła, biskupa diecezji mazurskiej.

## Życiorys
Jan Hause urodził się 8 lutego 1934 roku w Krakowie, w rodzinie ks. Pawła Hause, starszego kapelana wyznania ewangelicko-augsburskiego Wojska Polskiego i Marii z Goldbergów.
Po studiach w Chrześcijańskiej Akademii Teologicznej w Warszawie 1 października 1961 został ordynowany na księdza przez biskupa Andrzeja Wantułę i został wikariuszem parafii w Krakowie, później służył też w parafiach w Karpaczu, Włocławku, Płocku, Radomiu-Lublinie-Kielcach, Węgrowie oraz w Żyrardowie. W latach 1975–1999 był dyrektorem Biblioteki Chrześcijańskiej Akademii Teologicznej w Warszawie.
1 września 1995 roku Minister Obrony Narodowej, na wniosek Konsystorza Kościoła Ewangelicko-Augsburskiego, mianował go Naczelnym Kapelanem Ewangelickiego Duszpasterstwa Wojskowego. Funkcję sprawował do lutego 1999 roku. Pochowany na Cmentarzu Wojskowym na Powązkach w Warszawie (kwatera A4-2-17).